# Gabriel de l'Addolorata
Pour les articles homonymes, voir Gabriel et Addolorata.
 (août 2021).
Si vous disposez d'ouvrages ou d'articles de référence ou si vous connaissez des sites web de qualité traitant du thème abordé ici, merci de compléter l'article en donnant les références utiles à sa vérifiabilité et en les liant à la section « Notes et références ».
Gabriel de l'Addolorata (Assise, 1er mars 1838 - Isola del Gran Sasso, 27 février 1862) est un passionniste italien reconnu comme saint par l'Église catholique. Il est fêté le 27 février.

## Biographie

### Enfance et jeunesse
François Possenti naît dans une famille de treize enfants. Son père est gouverneur des États pontificaux. Lorsque ce dernier est nommé assesseur à Spolète, le jeune François y fait ses études chez les Frères des Écoles chrétiennes puis au collège des Compagnie de Jésus. Ses premières années sont marquées par le confort et l'exigence de l'éducation liés à son milieu social, mais aussi le climat d'une forte piété, dont se charge sa mère. Le jeune François aime particulièrement la Vierge Marie, et redouble de dévotion envers elle lorsqu'il perd sa mère à 9 ans. C'est un traumatisme pour la famille : le père, distant et pris par ses affaires, doit désormais s'occuper seul de l'éducation de ses enfants. 
L'adolescence de François Possenti est paradoxale : élève studieux et gentilhomme pieux, il aime toutefois les mondanités et fréquente les soirées de la bonne société. On le dit bon danseur. Il rêve de chevalerie. En 1856, à l'octave de la fête de l'Assomption, une image 
de la Vierge Marie vénérée depuis plusieurs siècles est portée en procession dans les rues de Spolète. À son passage, le jeune homme aurait entendu : « François, le monde n'est plus pour toi ; il te faut entrer en religion ».

### Noviciat

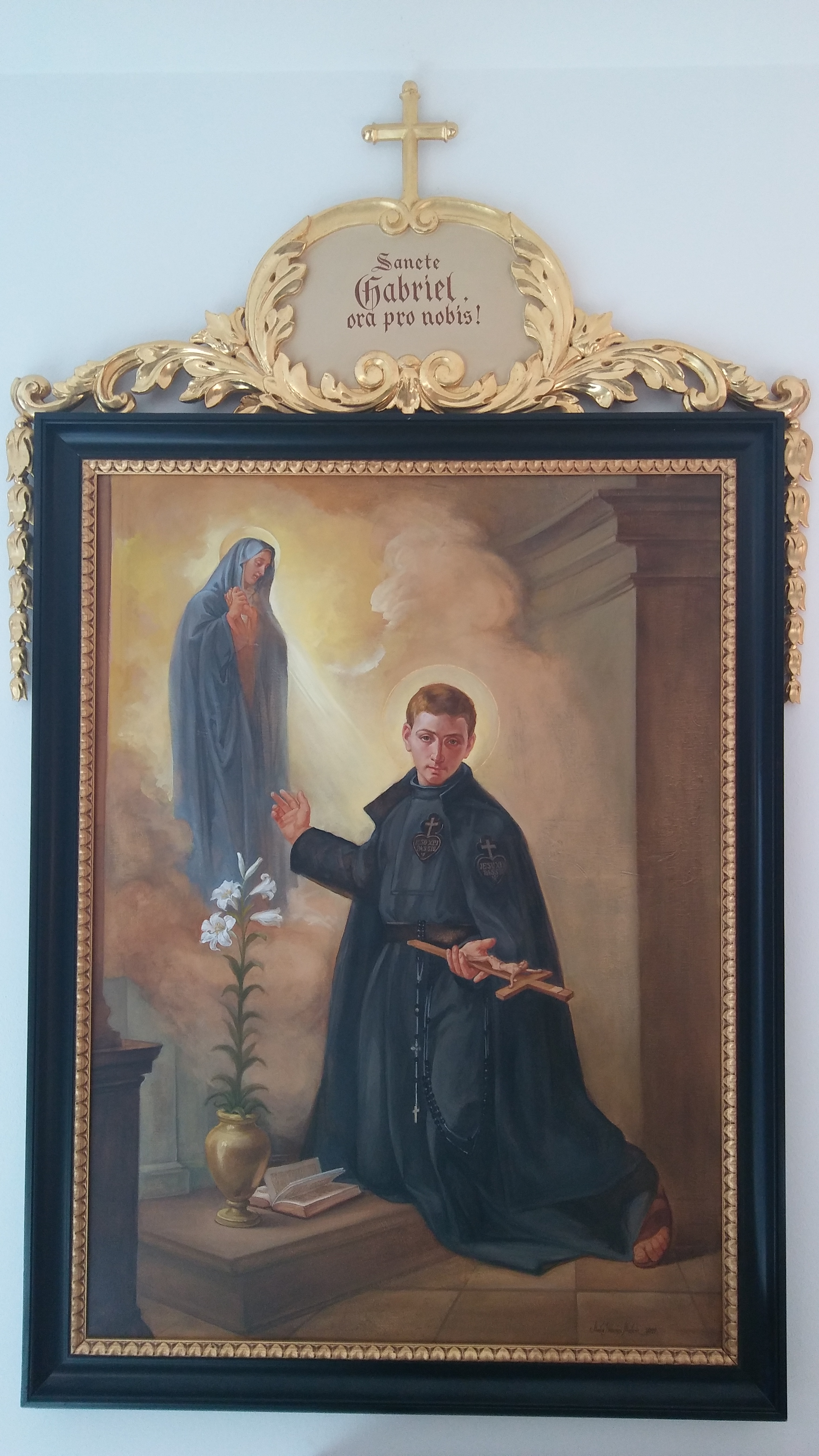
Saint Gabriel de Notre-Dame des Douleurs (peinture dans la salle paroissiale de Fiè allo Sciliar).

À la suite de l'appel de la procession de Spolète, François Possenti décide d'entrer chez les Passionistes, dont il admire la radicalité et le point d'honneur de la Passion du Christ et de la dévotion à la Vierge Marie. Contre l'avis de son père, il s'enfuit et intègre le noviciat à l'âge de 18 ans, où il prend le nom de Gabriel de l'Addolorata (de Notre-Dame des Douleurs). 
Les débuts sont rudes, de par l'austérité du couvent et par sa constitution fragile. Toutefois, il développe une attention fidèle à la règle, et alors qu'il n'y est pas tenu, il suit le règlement des frères profès. Son exemplarité, son obéissance, le démarquent parmi ses compagnons. Parmi eux, le bienheureux Bernard-Marie de Jésus. 
Dès le début de son noviciat, Gabriel de l'Addolorata s'est ajouté toute une série de dévotions à Notre-Dame. D'ailleurs, il en fait le principal sujet de ses conversations, de ses pensées, et de ses lettres aussi. Il est constamment tourné vers la Vierge. Avec l'accord de son confesseur, le vénérable Norbert Cassinelli, il a fait le vœu de propager toujours et par tous les moyens la dévotion à la Sainte Vierge. En plus de l'observance parfaite à la règle, il s'imposait volontairement plusieurs mortifications par jour.

### Dernières années
Gabriel de l'Addolorata fait ses études de philosophie en 1858 à Pieve Torina. L'année  suivante, il poursuit ses études de théologie à Isola del Gran Sasso. En 1861, il reçoit les ordres mineurs à la cathédrale de Penne (Pescara).
Ses nombreuses mortifications, ses veilles et l'austérité de la vie passionniste atténuent progressivement sa santé. Atteint de tuberculose en 1861, il se prépare à mourir, et accepte le sacrifice de ne jamais être prêtre. Son agonie fut longue mais entourée de sa communauté. Le 27 février 1862, après avoir embrassé une image de Notre-Dame des Douleurs, il tomba en extase et mourut.

## Vénération

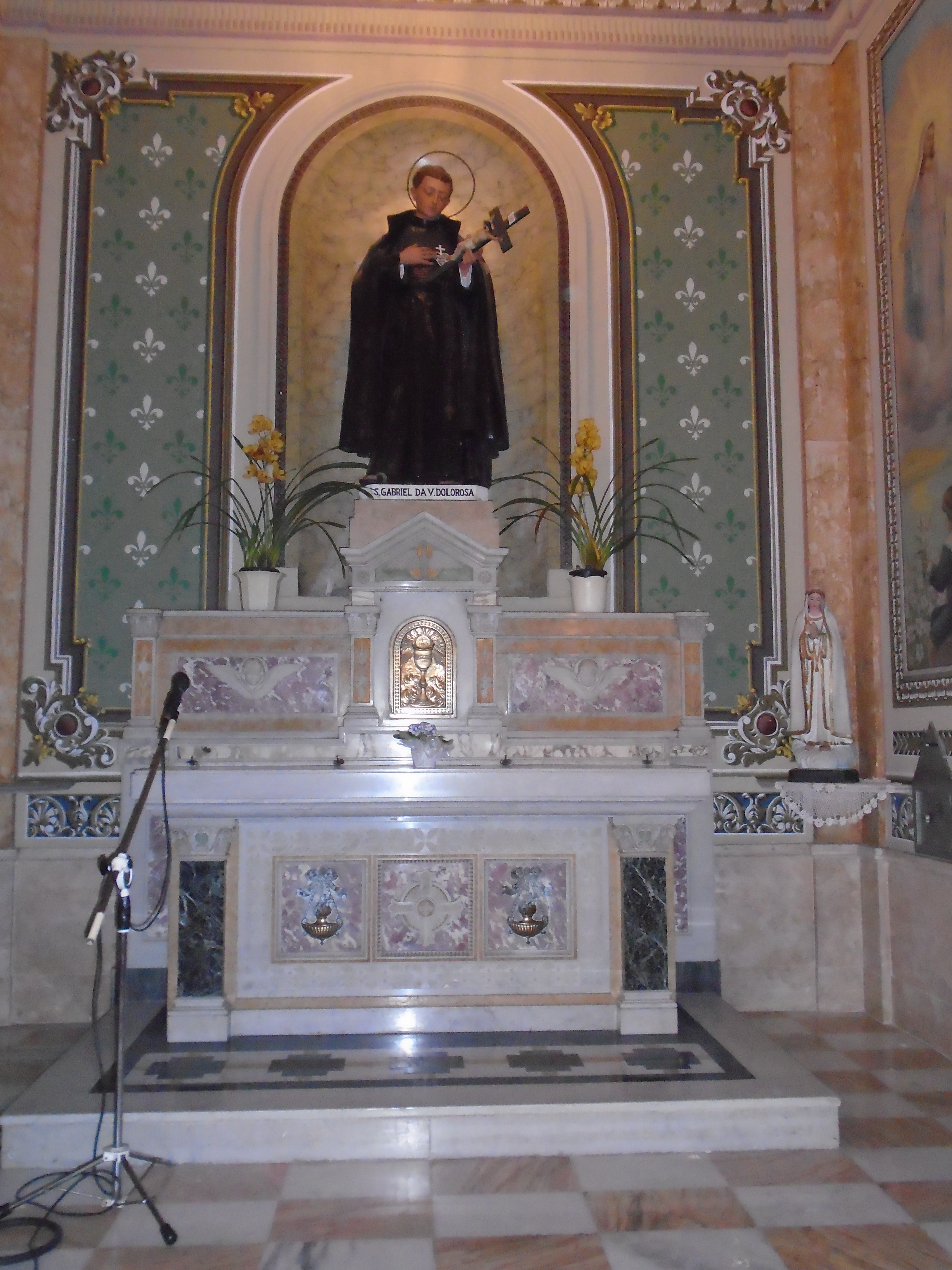
Chapelle consacrée à saint Gabriel au Brésil.

### Béatification et canonisation
Le procès canonique en vue de la canonisation de Gabriel de l'Addolorata débute en 1896. Les enquêtes concernant la sainteté de sa vie se concluent par la reconnaissance de ses vertus héroïques, le 14 mai 1905, par le pape Pie X.
À la suite de la reconnaissance, médicale et théologique, de deux guérisons attribuées à l'intercession de Gabriel de l'Addolorata, saint Pie X procède à sa béatification, célébrée le 31 mai 1908 dans la basilique Saint-Pierre de Rome. 
Deux miracles supplémentaires ayant été approuvés par les autorités du Saint-Siège, le pape Benoît XV proclame solennellement saint Gabriel de l'Addolorata, lors d'une messe célébrée dans la basilique Saint-Pierre de Rome le 13 mai 1920. 

### Culte

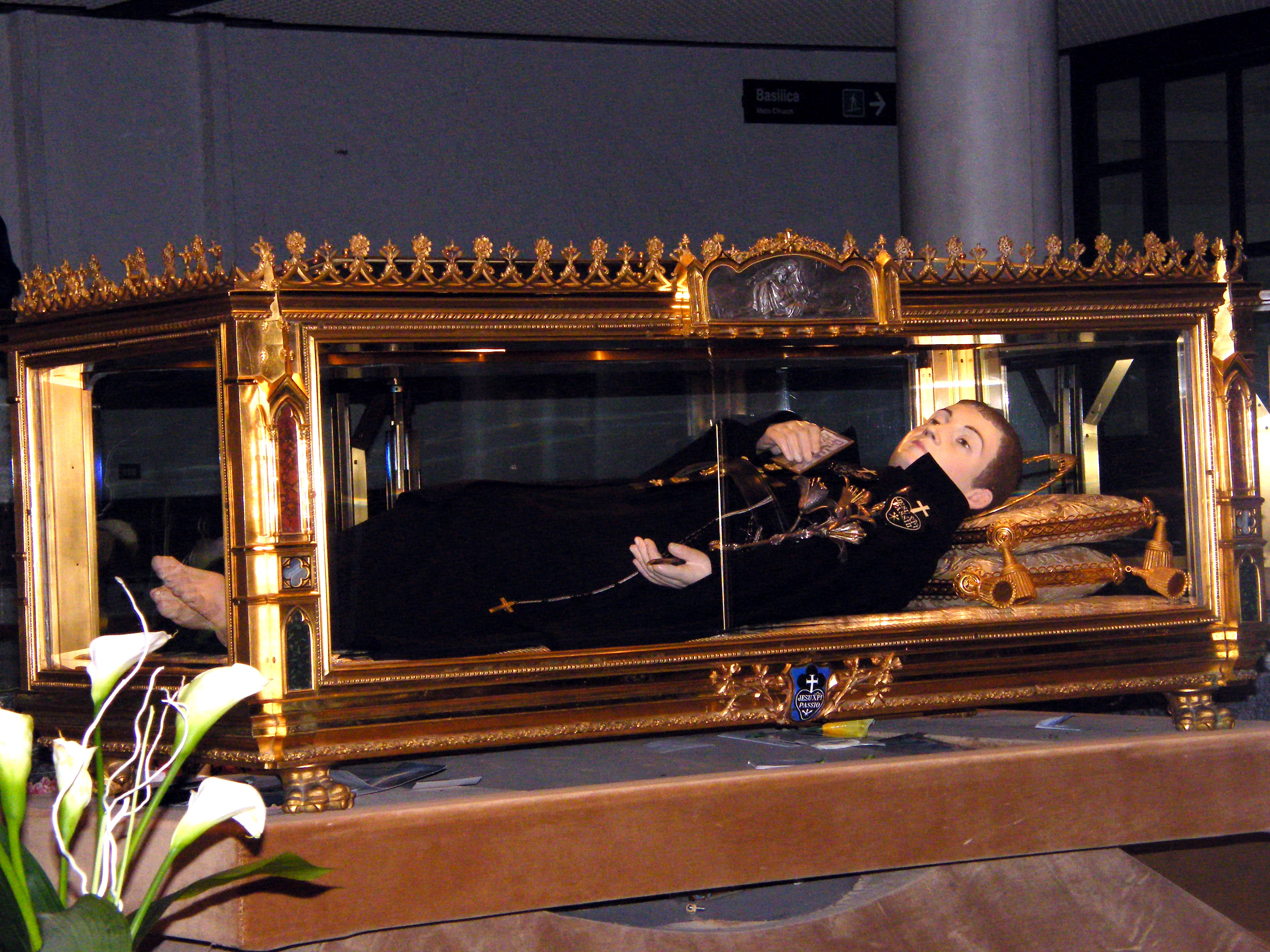
Reliques de saint Gabriel dans le sanctuaire d'Isola del Gran Sasso.

Saint Gabriel de l'Addolorata est fêté le 27 février. En 1932, le pape Pie XI étend sa fête à toute l'Église universelle. 
En 1908, un imposant sanctuaire est bâti en son honneur à Isola del Gran Sasso d'Italia, dans le but de garder et d'exposer à la vénération des fidèles la châsse contenant sa dépouille. En 1929, Pie XI élève le sanctuaire au rang de basilique mineure. Devant l'ampleur des foules, un second sanctuaire, plus vaste, est construit en 1960. Les sanctuaires d'Isola accueillent chaque année 2 millions de pèlerins.
Il est le co-patron de l'Action catholique, des Abruzzes et des séminaristes.
En 2009, l'église San Gabriele dell'Addolorata dans le quartier Don Bosco de Rome lui est dédiée.